# گئورگی آنتونوف
گئورگی آنتونوف (بلغاری: Георги Антонов؛ زادهٔ ۷ ژوئیهٔ ۱۹۷۰) بازیکن فوتبال اهل بلغارستان است.
از باشگاه‌هایی که در آن بازی کرده است می‌توان به باشگاه فوتبال لوکوموتیو صوفیه، باشگاه فوتبال لیتکس لووچ، و باشگاه فوتبال زسکا صوفیه اشاره کرد.
وی همچنین در تیم ملی فوتبال بلغارستان بازی کرده است.